# Kysj i Dvaportfelja
Kysj i Dvaportfelja (russisk: Кыш и Двапортфеля) er en sovjetisk spillefilm fra 1974 af Eduard Gavrilov.

## Medvirkende
- Andrej Kondratjev som Aljosja Seroglazov
- Jekaterina Kuznetsova som Snezjana Sokolova
- Leonid Kuravljov som Dmitrij Eduardovitj
- Larisa Luzjina som Irina Dmitrijevna
- Vladimir Zamanskij som Pal Palytj